# 谢尔盖·根纳季耶维奇·涅恰耶夫
谢尔盖·根纳季耶维奇·涅恰耶夫（羅馬化：Sergey Gennadiyevich Nechayev；1847年10月2日—1882年11月21日或12月3日），俄国革命家，他常被与俄罗斯虚无主义运动联系起来，并且因对革命不择手段的追求——包括进行恐怖主义活动而為人所知。他还是激进书籍《革命者教义》（Catechism of a Revolutionary）的作者。
1869年，在卷入了一场谋杀前同伴的案件后，涅恰耶夫逃离了俄国。他与同时期革命分子的复杂关系导致了他被驱逐出第一国际。1872年，他在瑞士遭到逮捕并被遣送回俄国，接着被判处20年监禁并最终死于狱中。
陀思妥耶夫斯基的反虚无主义小说《群魔》中的角色彼得·韦尔霍文斯基（Pyotr Verkhovensky）正是以涅恰耶夫为原型。

## 早年生活
谢尔盖·涅恰耶夫出生于伊万诺沃，接着在一个偏僻小镇长大。他家境贫困——他的父亲是一名侍者兼广告牌画工，他的母亲则在他八岁那年去世了。除此之外涅恰耶夫还有两个姊妹和祖父母。他们一家人住在一个三室的房子里——他们都是迁移到伊万诺沃的前农奴。在年纪尚轻时，他就已经意识到了社会的不公，并对本地的贵族心怀怨恨。10岁那年，谢尔盖子承父业——开始在宴会上当侍者，以及粉刷广告牌。他的父亲在工厂给他找了个当差的工作，但谢尔盖拒绝了。他的家庭花钱雇佣了优秀的老师教他拉丁语、德语、法语、历史、数学和修辞学。
1865年，涅恰耶夫18岁，他搬到了莫斯科，并在那里为历史学家米哈伊尔·波戈金工作。一年后，他又搬到圣彼得堡并通过了教师资格考试，开始在教会学校教书。从1868年9月开始，涅恰耶夫作为旁听生在圣彼得堡国立大学听课，并接触到了有关十二月党人起义、彼得拉舍夫斯基小组和巴枯宁的反政府作品，此外，还有大学生们越发反叛的思想。据说，涅恰耶夫甚至睡在硬木板上、每日以黑面包为食，以此模仿车尔尼雪夫斯基的小说《怎么办？》（ What Is To Be Done?）中的人物——苦行僧般的革命家拉赫梅托夫（Rakhmetov）。
受德米特里·卡拉科佐夫（Dmitry Karakozov）行刺沙皇失败的鼓舞，涅恰耶夫参与了1868到1869年的学生运动，并和彼得·特卡乔夫等人共同领导着一小撮激进分子。涅恰耶夫参与制定了这场学生运动的“革命活动流程”。流程宣布社会革命是它的终极目标。这一流程还指明了建立革命组织和从事颠覆活动的方法。这一流程还特别设想要编撰一本《革命者教义》——在未来，涅恰耶夫会因此而名扬天下。
1868年12月，他在一场教师会议上遇到了查苏利奇（她在1878年试图刺杀圣彼得堡总督特里波夫将军）。他邀请她到他的学校参加“烛光革命手册阅读会”。在阅读会上，他会把罗伯斯庇尔和圣茹斯特的画像摆在桌子上。在这些会上，涅恰耶夫谋划在废除农奴制的第九周年的周年纪念活动上刺杀沙皇。1869年2月28日，这群学生最后一次集会，涅恰耶夫交给他们一份呼吁集会自由的请愿书。尽管涅恰耶夫没有说明会拿这份请愿书做什么用，还是有97名学生签署了这份请愿书。2天后，他把请愿书交给警察，希望通过监禁和流放让这些学生变得更加极端。

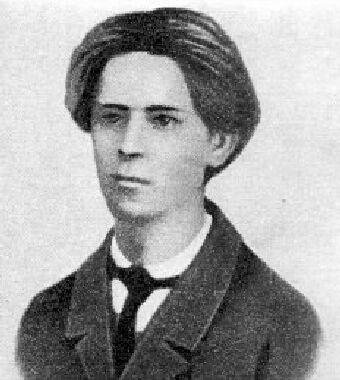
年轻时的涅恰耶夫

## 《革命者教义》
《革命者教義》或名為《革命者教義問答》，是1869年22歲的謝爾蓋‧涅洽耶夫與巴枯寧在日內瓦合寫的一部著作。內容共分為四個段落：第一段為革命者對自身的態度；第二段為革命者對革命同志的態度；第三段為革命者對社會的態度；第四段則是革命組織與人民的關係。